# Поперечный (Саратовская область)
Поперечный — хутор в Перелюбском районе Саратовской области в составе Октябрьского муниципального образования.

## География
Находится на берегу дола, который впадает под прямым углом в речку Дурную на расстоянии примерно 14 километров по прямой на запад-северо-запад от районного центра села Перелюб.

## История
Основан в 1858 году.

## Население
| 2002 | 2010 |
| ---- | ---- |
| 203  | ↘120 |

Постоянное население составляло 203 человека в 2002 году (русские 46 %), 120 в 2010 году.